# Han-devant-Pierrepont
Han-devant-Pierrepont är en kommun i departementet Meurthe-et-Moselle i regionen Grand Est (tidigare regionen Lorraine) i nordöstra Frankrike. Kommunen ligger i kantonen Longuyon som tillhör arrondissementet Briey. År 2022 hade Han-devant-Pierrepont 146 invånare.

## Befolkningsutveckling
Antalet invånare i kommunen Han-devant-Pierrepont
| Referens: INSEE |